# Gemini 8
Gemini 8 var NASA's sjette bemandede flyvning i Gemini-programmet og tolvte bemandede rumflyvning i alt. Astronauterne Neil Armstrong og David Scott udgjorde fartøjets besætning. 

## Rumrejsen
Gemini 8 blev opsendt med en Titan II-raket fra Cape Canaveral. Turen foregik 16.–17. marts 1966 og varede i 10 timer 41 minutter og 26 sekunder. 
Det lykkedes at gennemføre den første sammenkobling mellem to rumfartøjer (Geminikapsel og Agenaraket), men man blev nødt til at koble fra straks efter sammenkoblingen på grund af en ødelagt styreraket. Den satte Gemini 8 i en farlig rotation, der voksede til en omdrejning i sekundet. Det iskolde overblik Neil Armstrong udviste, da det lykkedes ham at standse rotationen, regnes at være den bidragende årsag til at han blev udvalgt til kaptajn på den prestigefyldte Apollo 11-mission – den første månelanding. 
Oversat fra svensk Wikipedia.